# Igreja Reformada do Nepal
A Igreja Reformada do Nepal (IRN) (em inglês Reformed Church of Nepal e em nepalês रिफर्मड चर्च अफ नेपाल) é uma denominação batista reformada no Nepal. Foi fundada em 1980 pelo Rev. Ram Nepal, um nepalês nativo, convertido ao Cristianismo.
A denominação é conhecida pelo seu trabalho social. Desde 1990, administra orfanatos no país.

## História
Na década de 1970, Ram Nepal, um nepalês de família hindu, se converteu ao Cristianismo. Em 1980, Ram tornou-se pastor e começou a plantar igrejas no país, conseguindo plantar cerca de 300 igrejas. Consequentemente, elas se organizaram como Igreja Reformada do Nepal.
A partir da perseguição religiosa, o pastor fundador da denominação foi preso várias vezes no Nepal, até mudar-se para os Estados Unidos.
A denominação cresceu rapidamente. Em 2015, eram formada por 800 igrejas.

## Doutrina
A denominação adere ao Credo dos Apóstolos, Credo Niceno-Constantinopolitano, Credo de Atanásio, Declaração de Calcedônia e Confissão de Fé Batista de 1689.

## Relações Intereclesiásticas
A IRN é membro da Aliança Cristã Evangélica do Nepal e já foi, anteriormente, membro da Fraternidade Reformada Mundial.